# Matanzas (provins)

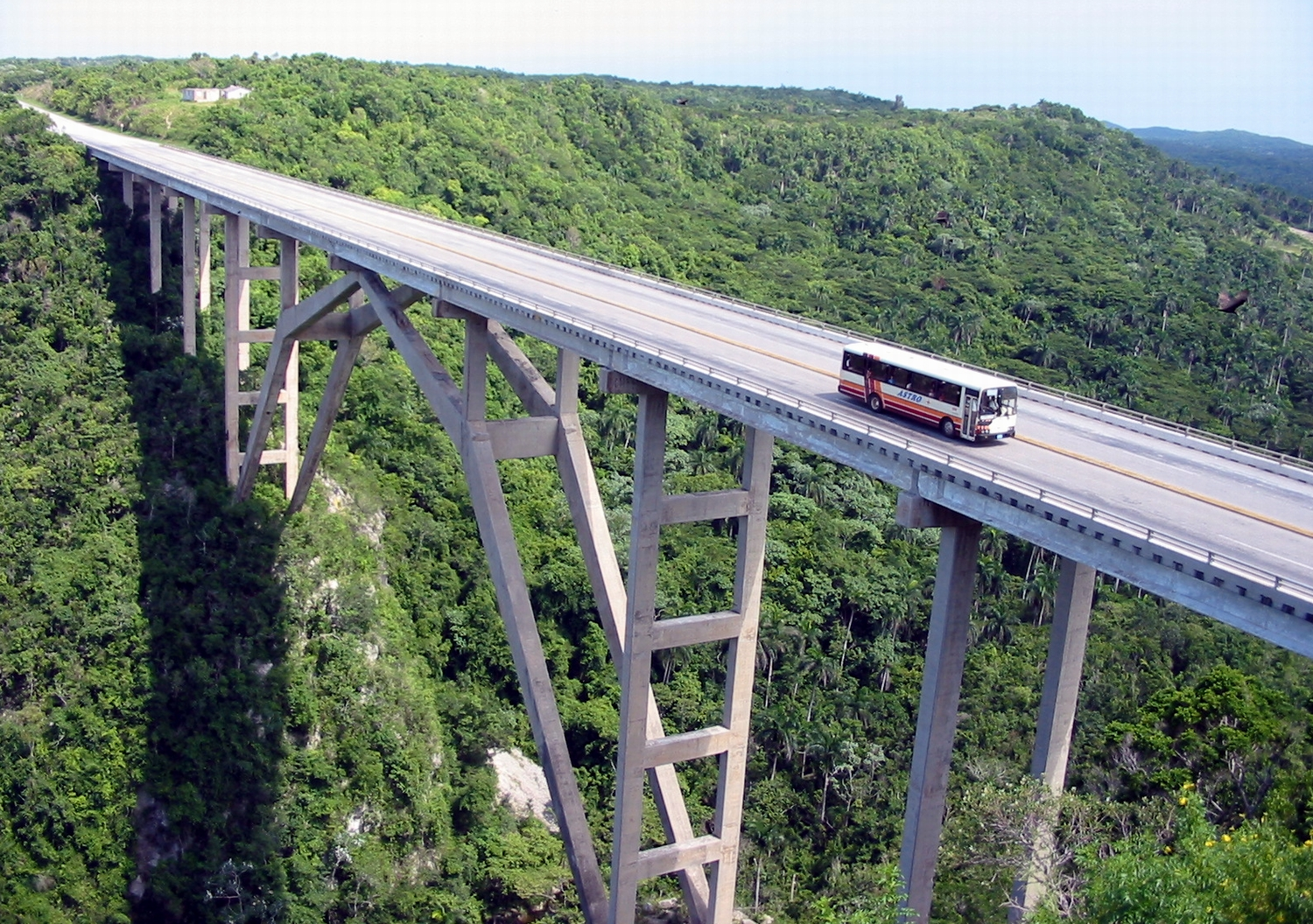
Bron vid Bacunayagua markerar provinsens västra gräns längs landsvägen Via Blanca.

Matanzasprovinsen är en av Kubas 14 provinser. Till provinsens större städer räknas Cárdenas, Jovellanos och provinsens huvudort med samma namn, Matanzas. Semesterorten Varadero är också belägen i denna provins. 
Av Kubas provinser är Matanzas en av de mest industrialiserade, med utvinning av olja, oljeraffinaderier, hamnar för supertanker, och 21 sockerfabriker för att ta hand om provinsens skördar av sockerrör. 

## Geografi
Provinsen är den näst största på Kuba. Landskapet är i stort sett platt, med sin högsta punkt (Pan de Matanzas) på bara 380 m över havet. 
Den nordvästra kusten är till stor del stenig, med några få stränder. Den nordöstra kusten är en del av Sabana-Camagueyskärgården och har många småöar (cay), buskbeväxt terräng och med mangrove nära stranden. Kubas nordligaste punkt ligger på Hicacoshalvön. 
Sydkusten har en av Kubas mest utmärkande egenskaper, ett enormt träskområde, Ciénaga de Zapata som täcker den södra delen av provinsen och Zapatahalvön. Öster om halvön ligger Grisbukten – platsen för Grisbuktsinvasionen, det misslyckade invasionsförsök som utfördes 1961 av USA-stödda och CIA-tränade exilkubaner.

## Kommuner
Matanzas är indelat i 13 kommuner (municipalities).
| Kommun            | Befolkning (2004) | Area (km²) | Koordinater                                   | Anmärkning          |
| ----------------- | ----------------- | ---------- | --------------------------------------------- | ------------------- |
| Calimete          | 29 736            | 958        | 22°32′2″N 80°54′35″V / 22.53389°N 80.90972°V  |                     |
| Cárdenas          | 103 087           | 566        | 23°02′34″N 81°12′13″V / 23.04278°N 81.20361°V |                     |
| Cienaga de Zapata | 8 750             | 4 320      | 22°17′17″N 81°11′51″V / 22.28806°N 81.19750°V | Playa Larga         |
| Colón             | 71 579            | 597        | 22°43′21″N 80°54′23″V / 22.72250°N 80.90639°V |                     |
| Jagüey Grande     | 57 771            | 882        | 22°31′46″N 81°07′57″V / 22.52944°N 81.13250°V |                     |
| Jovellanos        | 58 685            | 505        | 22°48′38″N 81°11′52″V / 22.81056°N 81.19778°V |                     |
| Limonar           | 25 421            | 449        | 22°57′22″N 81°24′31″V / 22.95611°N 81.40861°V |                     |
| Los Arabos        | 25 702            | 762        | 22°44′24″N 80°42′57″V / 22.74000°N 80.71583°V |                     |
| Martí             | 23 475            | 1 070      | 22°57′9″N 80°55′0″V / 22.95250°N 80.91667°V   |                     |
| Matanzas          | 143 706           | 317        | 23°03′5″N 81°34′30″V / 23.05139°N 81.57500°V  | Provinsens huvudort |
| Pedro Betancourt  | 32 218            | 388        | 22°43′50″N 81°17′27″V / 22.73056°N 81.29083°V |                     |
| Perico            | 31 147            | 278        | 22°46′31″N 81°00′54″V / 22.77528°N 81.01500°V |                     |
| Unión de Reyes    | 40 022            | 856        | 22°48′2″N 81°32′13″V / 22.80056°N 81.53694°V  |                     |

Befolkning enligt folkräkningen 2004, area enligt 1976 kommunindelning. Kommunen Varadero med 24 681  invånare 2004 på en yta av 32 km² uppgick 2010 i Cárdenas.

## Befolkning
År 2004 hade Matanzasprovinsen en befolkning på  675 980. Med en total area på 11802,72 km² ger detta en befolkningstäthet på 57,3 inv/km².